# Eva Holubová
Eva Holubová (ur. 7 marca 1959 w Pradze) – czeska aktorka.

## Filmografia
- 2007 – Ogólniak (Gympl) jako Mirka, dyrektorka szkoły
- 2005 – Skrzat (Skřítek) jako matka
- 2003 – Pupendo jako Alena Márová
- 2000 – Ene bene jako Kveta Laskonová
- 1999 – Pod jednym dachem (Pelíšky) jako nauczycielka Eva
- 1997 – Guzikowcy (Knoflíkári) jako żona Vrany